# 特弗塞滕山口
72°1′S 4°46′E / 72.017°S 4.767°E
特弗塞滕山口（挪威語：Tverrseten）是南極洲的山口，位於毛德皇后地的瑪塔公主海岸，屬於穆利格-霍夫曼山脈的一部分，挪威製圖師根據該國探險隊拍攝的空中照片繪入地圖，現時由南極條約體系管理。